# Az én kis falum
Az én kis falum (eredeti cím: Vesničko má středisková)) egy 1985-ös csehszlovák játékfilm, melyet Jiří Menzel rendezett, és Bán János az egyik főszereplője. A filmet 1987-ben Oscar-díjra jelölték a Legjobb nemzetközi játékfilm kategóriában. A történet nagy részben Křečovice faluban játszódik.

## Cselekmény
|  | Alább a cselekmény részletei következnek! |

A kedves természetű, de szellemileg visszamaradott Otyik teherautó-sofőr segédként dolgozik, szomszédja Pávek úr mellett. Pávek családja és Otyik nagynénje, Hrabětová gondoskodik a fiúról, akinek szülei meghaltak. Mivel Otyik a legegyszerűbb feladatokat sem képes elvégezni, ezért Pávek követeli, hogy Otyikot helyezzék át egy másik sofőr mellé, aki történetesen egy Turek nevű, rosszindulatú és gyanakvó férfi. Otyik úgy dönt, hogy elfogad egy prágai állásajánlatot. Miután kiderül, hogy Otyik prágai állásajánlata egy átverés és arról szólt, hogy egy csaló meg akarja szerezni Otyik házát, ezért Pávek ad Otyiknak egy második esélyt, és folytatják a közös munkát.
|  | Itt a vége a cselekmény részletezésének! |

## Szereplők
| Szerep       | Színész           | Magyar szinkron |
| ------------ | ----------------- | --------------- |
| Otyik        | Bán János         | Bán János       |
| Karel Pávek  | Marián Labuda     | Szombathy Gyula |
| Skruzny      | Rudolf Hrušínský  | Szabó Ottó      |
| Turek        | Petr Čepekz       | Horváth László  |
| Jana Turkova | Libuše Šafránková | Simorjay Emese  |
| Ryba, festő  | Zdeněk Svěrák     | Ujréti László   |
| Reditel      | Josef Som         |                 |

## Kritikai visszhang
A Cseh Köztársaságban és Szlovákiában a filmnek nagy rajongótábora van és Magyarországon is népszerű, ahonnan a főszereplő Bán János származik. A Rotten Tomatoes-on Az én kis falum 80%-os tetszési indexet ért el 5 kritikus véleménye alapján. Az öt kritikusból egy értékelte negatívan a filmet. A Cinema magazin 80%-ot adott a filmnek és dicsérő szavakkal illették: Jiri Menzel hősei - a balfácán kocsikísérő, a joviális sofőr és a többiek - régi ismerőseink a cseh újhullám vásznáról. Ezúttal is a szokott életüket élik, vidám-szomorkás kalandok esnek meg velük, s megkísérlik őrizni a hagyományokat az egyre modernebb világban. Említést érdemel a magyar Bán János parádés alakítása.

## Fordítás
- Ez a szócikk részben vagy egészben  a   My Sweet Little Village című angol Wikipédia-szócikk fordításán alapul.  Az eredeti cikk szerkesztőit annak laptörténete sorolja fel. Ez a jelzés csupán a megfogalmazás eredetét és a szerzői jogokat jelzi, nem szolgál a cikkben szereplő információk forrásmegjelöléseként.